# Шипили
Шипили (фр. Chipilly) насеље је и општина у североисточној Француској у региону Пикардија, у департману Сома која припада префектури Перон.
По подацима из 2011. године у општини је живело 188 становника, а густина насељености је износила 27,45 становника/km². Општина се простире на површини од 6,85 km². Налази се на средњој надморској висини од 80 метара (максималној 105 m, а минималној 32 m).

## Демографија
| 1962. | 1968. | 1975. | 1982. | 1990. | 1999. | 2011. |
| ----- | ----- | ----- | ----- | ----- | ----- | ----- |
| 112   | 125   | 120   | 110   | 118   | 135   | 188   |

График промене броја становника у току последњих година